# 나사렛에서 발굴된 조지아 문자
나사렛에서 발굴된 조지아 문자 — 나사렛 지역에서 1955-1960년경 고고학자 벨라르미노 바갓의 주도하에 절벽에 기록된 문자가 발굴되었다.
이 문자는 나사렛 지역의 유서 깊은, 성 수태 고지 성당에서 발굴되었는데 고고학적 문서에 따르면, 이 문자는 427년 이전 것으로 추측된다. 그 이유는 성당 지하에서 발굴된 성화들 중 동일한 문양의 십자가들이 많이 발견되었는데 그것들이 427년경의 것이라고 확정된 것이기 때문이다.
역사적 문서들의 출처에 의하여, 나사렛 성 수태 고지 성당 내부에 있는 조지아 문자는 330-427년경에 기록된 것임을 입증하였다. 이후 역사학자 싸싸 알렉시제가 조지아 문자를 연구한 결과 ‘‘나사렛의 조지아 문자는 조지아 문자의 역사와 문화를 통틀어서 매우 중요한 의미를 지니고 있다. ’’라는 흥미로운 결말을 맺는다.
현재 나사렛 성 수태 고지 성당의 문자는 전 세계 여러 박물관에 전시되어 있다.
또한 이집트의 시나이산 에서도 같은 문자가 발견되었다.

## 관련 작품
- 조지아 전통 문화, 역사와 문학. 트빌리시 2017
- B. Bagatti, Excavations in Nazareth. I: From the Beginning till the XII Century (SBF. Collectio Maior 17), Jerusalem 1969
- Z. Alexidze, “Louvre, Mt. Sinai, Nazareth: Epigraphic Etudes”, Tbilisi 2000, 10-25 (in Georgian).